# Rodrigo Conceição
Rodrigo Fernandes da Conceição (Oporto, 2 de enero de 2000), conocido simplemente como Rodrigo Conceição, es un futbolista portugués que juega como defensa en el F. C. Zürich de la Superliga de Suiza.

## Trayectoria

### Sport Lisboa e Benfica "B"
Nacido en Oporto, pasó por varios equipos juveniles antes de fichar por el Benfica en 2015, con 15 años. El 3 de noviembre de 2018 debutó profesionalmente con el filial en un partido de la LigaPro 2018-19 a domicilio ante el Paços de Ferreira, como suplente del últimos 15 minutos de una derrota por 1-0 en lugar de Florentino Luís.
Conceição anotó su primer gol profesional el 3 de noviembre de 2019, abriendo una derrota en casa por 3-1 ante el Chaves.

### Fútbol Club Oporto
El 27 de agosto de 2020, tras dejar el Benfica, Conceição firmó un contrato de tres años con el Oporto, siendo nuevamente cedido al equipo de reserva. Jugó 30 veces en su primera temporada, anotando para concluir una victoria por 4-0 sobre Mafra el 29 de marzo de 2021 después de asistir a otros dos goles. El 22 de mayo, en el último partido de la campaña, fue expulsado en una derrota por 2-1 ante su equipo anterior y suspendido por dos partidos.
Conceição fue cedido al Moreirense de la Primeira Liga por la temporada el 22 de julio de 2021. Hizo su debut en la máxima categoría el 15 de agosto en un empate 2-2 contra Santa Clara, en el que entró en el minuto 73 por Rúben Ramos y recibió una tarjeta roja tres minutos después por decirle al cuarto árbitro que abriera los ojos; fue sancionado por un partido y multado con 842 euros, aunque sostuvo que fue victimizado por ser de la familia Conceição.

## Selección nacional

### Juveniles
Conceição jugó 34 partidos con Portugal a nivel juvenil, anotando cinco goles. Su primera aparición fue el 4 de febrero de 2016 en el empate 3-3 de la selección sub-16 con Alemania en Villarreal de San Antonio; marcó el gol del empate y su equipo ganó en los penaltis. El 3 de abril, marcó los dos goles de una victoria contra Suiza en Póvoa de Varzim cuando su equipo terminó un torneo local con un récord del 100%. El 7 de septiembre de 2018, fue expulsado en la victoria por 1-0 en un amistoso de la selección sub-19 ante Italia. Hizo su debut con la selección sub-21 en una victoria por 9-0 contra Liechtenstein en Vaduz el 7 de junio de 2022.

## Vida personal
Es el segundo de cinco hijos del exfutbolista internacional portugués Sérgio Conceição. Los primeros cuatro se embarcaron en carreras futbolísticas, incluido uno también llamado Sérgio y Francisco.

## Estadísticas

### Clubes
Actualizado al último partido disputado en la temporada 2022-23.
| Club                       | Div.          | Temporada     | Liga  | Liga  | Copas nacionales | Copas nacionales | Copas internacionales | Copas internacionales | Total | Total |
| Club                       | Div.          | Temporada     | Part. | Goles | Part.            | Goles            | Part.                 | Goles                 | Part. | Goles |
| -------------------------- | ------------- | ------------- | ----- | ----- | ---------------- | ---------------- | --------------------- | --------------------- | ----- | ----- |
| S. L. Benfica "B" Portugal | 2.ª           | 2018-19       | 4     | 0     | ―                | ―                | ―                     | ―                     | 4     | 0     |
| S. L. Benfica "B" Portugal | 2.ª           | 2019-20       | 20    | 3     | ―                | ―                | ―                     | ―                     | 20    | 3     |
| S. L. Benfica "B" Portugal | Total club    | Total club    | 24    | 3     | 0                | 0                | 0                     | 0                     | 24    | 3     |
| F. C. Porto "B" Portugal   | 2.ª           | 2020-21       | 30    | 1     | ―                | ―                | ―                     | ―                     | 30    | 1     |
| Moreirense F. C. Portugal  | 1.ª           | 2021-22       | 15    | 0     | 1                | 0                | ―                     | ―                     | 16    | 0     |
| Moreirense F. C. Portugal  | Total club    | Total club    | 15    | 0     | 1                | 0                | 0                     | 0                     | 16    | 0     |
| F. C. Porto "B" Portugal   | 2.ª           | 2022-23       | 8     | 0     | ―                | ―                | ―                     | ―                     | 8     | 0     |
| F. C. Porto "B" Portugal   | Total club    | Total club    | 38    | 1     | 0                | 0                | 0                     | 0                     | 38    | 1     |
| F. C. Porto Portugal       | 1.ª           | 2022-23       | 16    | 0     | 7                | 0                | 2                     | 0                     | 25    | 0     |
| F. C. Porto Portugal       | Total club    | Total club    | 16    | 0     | 7                | 0                | 2                     | 0                     | 25    | 0     |
| Total carrera              | Total carrera | Total carrera | 93    | 4     | 8                | 0                | 2                     | 0                     | 103   | 4     |

## Palmarés

### Títulos nacionales
| Título                      | Club         | País     | Año  |
| --------------------------- | ------------ | -------- | ---- |
| Supercopa de Portugal       | F. C. Oporto | Portugal | 2022 |
| Copa de la Liga de Portugal | F. C. Oporto | Portugal | 2023 |
| Copa de Portugal            | F. C. Oporto | Portugal | 2023 |